# Yorkshire Party
Die Yorkshire Party (englisch für Yorkshire Partei), vormals Yorkshire First, ist eine Regionalpartei in England, Vereinigtes Königreich. 

## Geschichte
Die Partei wurde kurz vor der Europawahl 2014 durch den ehemaligen Lehrer und früheren Labour-Anhänger Richard Carter gegründet. 
Im Juli 2016 erhielt Yorkshire First den neuen Namen Yorkshire Party.

## Ausrichtung
Die Yorkshire Party setzt sich für die Selbstverwaltung der ehemaligen Grafschaft Yorkshire ein.
Zu den politischen Forderungen der Partei gehört unter anderem die Errichtung eines eigenen Parlaments für Yorkshire nach dem Vorbild des Schottischen Parlaments oder des Walisischen Parlaments. In einem BBC-Interview am 1. April 2015 meinte Parteiführer Carter, dass seine Partei Yorkshire eine „wirkliche Stimme“ innerhalb des Vereinigten Königreichs verleihen wolle. Die Partei sei nicht separatistisch, sondern wolle ein starkes Vereinigtes Königreich, das für alle seine Teile und Regionen gleichermaßen da sei.

## Wahlergebnisse

### Europawahl 2014
| Wahlkreis                | Kandidaten                                        | Stimmen | Stimmen | Sitze |
| Wahlkreis                | Kandidaten                                        | absolut | in %    | Sitze |
| ------------------------ | ------------------------------------------------- | ------- | ------- | ----- |
| Yorkshire and the Humber | Stewart Arnold, Richard Carter, Richard Honnoraty | 19.017  | 1,5 %   | —     |

### Unterhauswahlen 2015
Die Yorkshire Party kandidierte in 14 Wahlkreisen. Mit Diana Wallis trat eine langjährige Europaabgeordnete der Liberaldemokraten für die Yorkshire Party an. In keinem Wahlkreis konnte ein Parlamentsmandat errungen werden.
| Wahlkreis                | Kandidat       | Stimmen | Stimmen | Platz |
| Wahlkreis                | Kandidat       | absolut | in %    | Platz |
| ------------------------ | -------------- | ------- | ------- | ----- |
| Barnsley East            | Tony Devoy     | 647     | 1,7     | 5.    |
| Beverley and Holderness  | Lee Walton     | 658     | 1,2     | 6.    |
| Calder Valley            | Rod Sutcliffe  | 389     | 0,7     | 6.    |
| Colne Valley             | Paul Salveson  | 572     | 1,0     | 6.    |
| Dewsbury                 | Richard Carter | 236     | 0,4     | 6.    |
| East Yorkshire           | Stewart Arnold | 720     | 1,4     | 6.    |
| Haltemprice and Howden   | Diana Wallis   | 479     | 1,0     | 6.    |
| Hemsworth                | Martin Roberts | 1.018   | 2,4     | 5.    |
| Kingston upon Hull East  | Martin Clayton | 270     | 0,8     | 6.    |
| Kingston upon Hull North | Vicky Butler   | 366     | 1,0     | 6.    |
| Leeds North West         | Bob Buxton     | 143     | 0,3     | 6.    |
| Morley and Outwood       | Arnie Craven   | 479     | 1,0     | 6.    |
| Shipley                  | Darren Hill    | 543     | 1,1     | 6.    |
| York Central             | Chris Whitwood | 291     | 0,6     | 6.    |

### Nachwahlen 2015–2017
| Datum       | Wahlkreis                             | Kandidat      | Stimmen | Stimmen |
| Datum       | Wahlkreis                             | Kandidat      | absolut | in %    |
| ----------- | ------------------------------------- | ------------- | ------- | ------- |
| 5. Mai 2016 | Sheffield Brightside and Hillsborough | Stevie Manion | 349     | 1,5     |

### Unterhauswahlen 2017
Die Yorkshire Party kandidierte in 21 Wahlkreisen. Mit Diana Wallis trat eine langjährige Europaabgeordnete der Liberaldemokraten für die Yorkshire Party an. In keinem Wahlkreis konnte ein Parlamentsmandat errungen werden.
| Wahlkreis                            | Kandidat         | Stimmen | Stimmen |
| Wahlkreis                            | Kandidat         | absolut | in %    |
| ------------------------------------ | ---------------- | ------- | ------- |
| Barnsley East                        | Tony Devoy       | 1.215   | 3,0     |
| Beverley and Holderness              | Lee Walton       | 1.158   | 2,1     |
| Doncaster Central                    | Chris Whitwood   | 1.346   | 3,1     |
| Doncaster North                      | Charlie Bridges  | 741     | 1,8     |
| Don Valley                           | Stevie Manion    | 1.599   | 3,5     |
| Elmet and Rothwell                   | Matthew Clover   | 1.042   | 1,8     |
| Haltemprice and Howden               | Diana Wallis     | 942     | 1,8     |
| Hemsworth                            | Martin Roberts   | 1.135   | 2,5     |
| Huddersfield                         | Bikatshi Katenga | 274     | 0,6     |
| Leeds East                           | John Otley       | 422     | 1,0     |
| Leeds North East                     | Tess Seddon      | 303     | 0,6     |
| Leeds West                           | Ed Jones         | 378     | 0,9     |
| Normanton, Pontefract and Castleford | Daniel Gascoigne | 1.431   | 2,9     |
| Pudsey                               | Bob Buxton       | 1.138   | 2,1     |
| Richmond (Yorks)                     | Chris Pearson    | 2.106   | 3,7     |
| Rotherham                            | Mick Bower       | 1.432   | 3,8     |
| Scarborough and Whitby               | Bill Black       | 369     | 0,7     |
| Sheffield Central                    | Jack Carrington  | 197     | 0,4     |
| Skipton and Ripon                    | Jack Render      | 1.539   | 2,6     |
| Wakefield                            | Lucy Brown       | 1.176   | 2,5     |
| Yorkshire East                       | Timothy Norman   | 1.015   | 1,9     |
| Gesamt                               | Gesamt           | 20.958  | 0,1     |

### Europawahl 2019
| Wahlkreis                | Kandidaten                                                                          | Stimmen | Stimmen | Sitze |
| Wahlkreis                | Kandidaten                                                                          | absolut | in %    | Sitze |
| ------------------------ | ----------------------------------------------------------------------------------- | ------- | ------- | ----- |
| Yorkshire and the Humber | Chris Whitwood, Mike Jordan, Jack Carrington, Laura Walker, Bob Buxton, Dan Cochran | 50.842  | 3,9 %   | —     |

### Unterhauswahlen 2019
Die Yorkshire Party kandidierte in 28 Wahlkreisen.
| Wahlkreis                            | Kandidat                    | Stimmen | Stimmen |
| Wahlkreis                            | Kandidat                    | absolut | in %    |
| ------------------------------------ | --------------------------- | ------- | ------- |
| Barnsley Central                     | Ryan Thomas Williams        | 710     | 1,9     |
| Beverley and Holderness              | Andy Shead                  | 1.441   | 2,7     |
| Colne Valley                         | Owen Aspinall               | 548     | 0,9     |
| Don Valley                           | Chris Holmes                | 823     | 1,8     |
| Doncaster Central                    | Leon Sean French            | 1.012   | 2,4     |
| Doncaster North                      | Stevie Shaun Manion         | 959     | 2,4     |
| Elmet & Rothwell                     | Matthew Clover              | 1.196   | 2,1     |
| Haltemprice & Howden                 | Richard Honnoraty           | 1.039   | 2,1     |
| Harrogate and Knaresborough          | Kieron George               | 1.208   | 2,1     |
| Hemsworth                            | Martin Roberts              | 964     | 2,2     |
| Keighley                             | Mark Barton                 | 667     | 1,3     |
| Leeds West                           | Ian Cowling                 | 650     | 1,6     |
| Morley and Outwood                   | Dan Woodlock                | 957     | 1,8     |
| Normanton, Pontefract and Castleford | Laura Marie Walker          | 1.762   | 3,7     |
| Pudsey                               | Bob Buxton                  | 844     | 1,6     |
| Richmond (Yorks)                     | Laurence Warwick Waterhouse | 1.077   | 1,9     |
| Rotherham                            | Dennis Bannan               | 1.085   | 3,0     |
| Scarborough and Whitby               | Lee Derrick                 | 1.770   | 3,6     |
| Selby and Ainsty                     | Mike Jordan                 | 1.900   | 3,4     |
| Sheffield Central                    | Jack Carrington             | 416     | 0,8     |
| Sheffield South East                 | Alex Martin                 | 966     | 2,3     |
| Shipley                              | Darren Longhorn             | 883     | 1,6     |
| Skipton and Ripon                    | Jack Render                 | 1.131   | 1,9     |
| Thirsk and Malton                    | John Hall                   | 881     | 1,6     |
| Wakefield                            | Ryan Kett                   | 868     | 1,9     |
| Wentworth and Dearne                 | Lucy Brown                  | 1.201   | 2,9     |
| York Central                         | Andrew John Snedden         | 557     | 1,1     |
| Yorkshire East                       | Timothy Norman              | 1.686   | 3,2     |
| Gesamt                               | Gesamt                      | 29.201  | 0,1     |